# Glinianka (Basses-Carpates)
Pour les articles homonymes, voir Glinianka.
Glinianka est une localité polonaise de la gmina d'Ulanów, située dans le powiat de Nisko en voïvodie des Basses-Carpates.